# Campeonato Paulista de Futebol de 2002 - Série A3
O Campeonato Paulista de Futebol de 2002 - Série A3 foi a 49.ª edição da competição de futebol de São Paulo. Equivaleu ao terceiro nível do futebol do estado. O Oeste conquistou o título da edição após vencer a decisão contra o Taquaritinga. Ambos os clubes garantiram acesso à Série A2 de 2003.

## Premiação
| Campeonato Paulista de 2002 - Série A3 |
| -------------------------------------- |
| Oeste Campeão (2º título)              |